# Marcello Bernardini
Marcello Bernardini (forse Capua, 1730 o 1740 – dopo il 1799) è stato un compositore e librettista italiano.
Probabilmente figlio del compositore Rinaldo di Capua, della sua gioventù e della propria formazione musicale non si conosce nulla. Nel 1764 giunse a Roma, dove l'anno seguente diede la sua prima opera, l'intermezzo La schiava astuta, e successivamente altre farse, intermezzi e altra musica vocale. Nel 1767 fu attivo come caporione presso il distretto dei Campitelli e dal 1769 al 1784 lavorò per il Collegio Nazareno. Dal 1770 iniziò la sua attività librettistica scrivendo libretti per altri compositori coevi, come Giovanni Battista Borghi, Pietro Terziani e Vicente Martín y Soler. Nel 1771 compose sempre a Roma il suo primo oratorio, Il vello di Gedeone. In seguito intraprese alcuni viaggi attraverso l'Italia e l'Europa per rappresentare le proprie opere: dopo essere stato a Torino e Monaco, nel 1794 lo sappiano a Vienna e nel 1795 in Polonia, dove fu maestro di cappella della principessa marescialla Lubomirska.
Nonostante egli avesse scritto una grande quantità di composizione, giungono fino a noi solo 13 opere, due cantate e pochi libretti. I suoi lavori operistici che ebbero maggior successo nel suo tempo furono La donna di spirito, Li tre Orferi e Le donne bisbetiche.

## Lavori

### Opere
Sono note 37 opere di Bernardini; l'anno e la città si riferiscono alla prima rappresentazione.
- La schiava astuta (intermezzo, 1765, Roma)
- La pescatrice (farsetta, 1768, Roma)
- Il Don Chisciotte della Mancia (dramma giocoso, libretto di Giovanni Battista Lorenzi, 1769, Torino)
- Il cavaliere errante (farsetta, libretto di Marcello Bernardini, 1770, Roma)
- La donna di spirito (farsetta, libretto di Marcello Bernardini, dal libretto La vedova scaltra di Carlo Goldoni, 1770, Roma)
- La molinara astuta (intermezzo, 1770, Roma)
- Amore in musica (opera buffa, 1773, Roma)
- La contessina (dramma giocoso, libretto di Marco Coltellini, da Carlo Goldoni, 1773, Roma)
- La bella forestiera ossia La viaggiatrice fortunata (farsetta, 1776, Roma)
- La finta sposa olandese (farsetta, 1777, Roma)
- L'isola incantata (intermezzo, 1778, Roma)
- L'ambizione delusa (intermezzo, 1779, Roma)
- Il bassà generoso (intermezzo, 1780, Roma)
- Il vecchio ringiovanito (intermezzo, 1781, Roma)
- Le vendette giocose ossia Il conte pasticcio (intermezzo, 1782, Roma)
- Il conte di bell'umore (intermezzo, 1783, Firenze)
- La poetessa fanatica ossiano Li due gemelli (opera buffa, 1784, Roma)
- Li due Orfei (intermezzo, 1784, Roma)
- Le donne bisbetiche ossia L'antiquario fanatico (farsetta, libretto di Marcello Bernardini, 1785, Roma)
- Li muti per amore ossia La schiava fedele (farsetta, libretto di Marcello Bernardini, 1786, Firenze)
- Gli amanti confusi ossia Il brutto fortunato (farsetta, 1786, Roma)
- La fonte d'aqua gialla ossia Il trionfo della pazzia (opera buffa, libretto di Marcello Bernardini, 1786, Roma)
- Barone a forza ossia il trionfo di Bacco (opera buffa, 1786, Firenze)
- La fiera di Forlinpopoli (opera buffa, 1789, Roma)
- Gl'incontri stravaganti (opera buffa, 1790, Napoli)
- L'ultima che si perde è la speranza (opera buffa, libretto di Francesco Saverio Zini, 1790, Napoli)
- Il pazzo glorioso (opera buffa, libretto di Giovanni Bertati, 1790, Casalmaggiore)
- Pizzarro nell'Indie (opera seria, 1791, Teatro San Carlo di Napoli con Brigida Giorgi Banti)
- L'allegria della campagna (opera buffa, 1791, Napoli)
- L'amore per incanto (opera buffa, 1791, Napoli)
- La statua per puntiglio (opera buffa, 1792, Venezia)
- Il conte brillante (opera buffa, 1792, Varese)
- Achille in Sciro (opera seria, libretto di Pietro Metastasio, 1794, Venezia) al Teatro La Fenice con Luigi Marchesi
- La sposa polacca (dramma bernesco, libretto di Marcello Bernardini, 1796, Roma)
- Don Simoncino ossia Furberia e puntiglio (farsa giocosa, libretto di Giuseppe Maria Foppa, 1798, Venezia)
- Le tre orfanelle ossia La scuola di musica (farsa, libretto di Giovanni Bertati, 1798, Venezia)
- Il muto per astuzia (farsa giocosa, libretto di Giuseppe Maria Foppa, 1799, Venezia)